# تفریح‌درمانی
تفریح‌درمانی یا شادی‌درمانی (به انگلیسی: Recreational therapy) یک فرایند سیستماتیک است که از تفریح (اوقات فراغت) و دیگر فعالیت‌ها به عنوان مداخله برای رفع نیازهای ارزیابی شده افراد مبتلا به بیماری و/یا شرایط ناتوان‌کننده، به عنوان وسیله‌ای برای سلامت روانی و جسمی، بهبودی و بهزیستی استفاده می‌کند. تفریح درمانی ممکن است به سادگی و به‌طور خلاصه، استفاده و تقویت اوقات فراغت است.

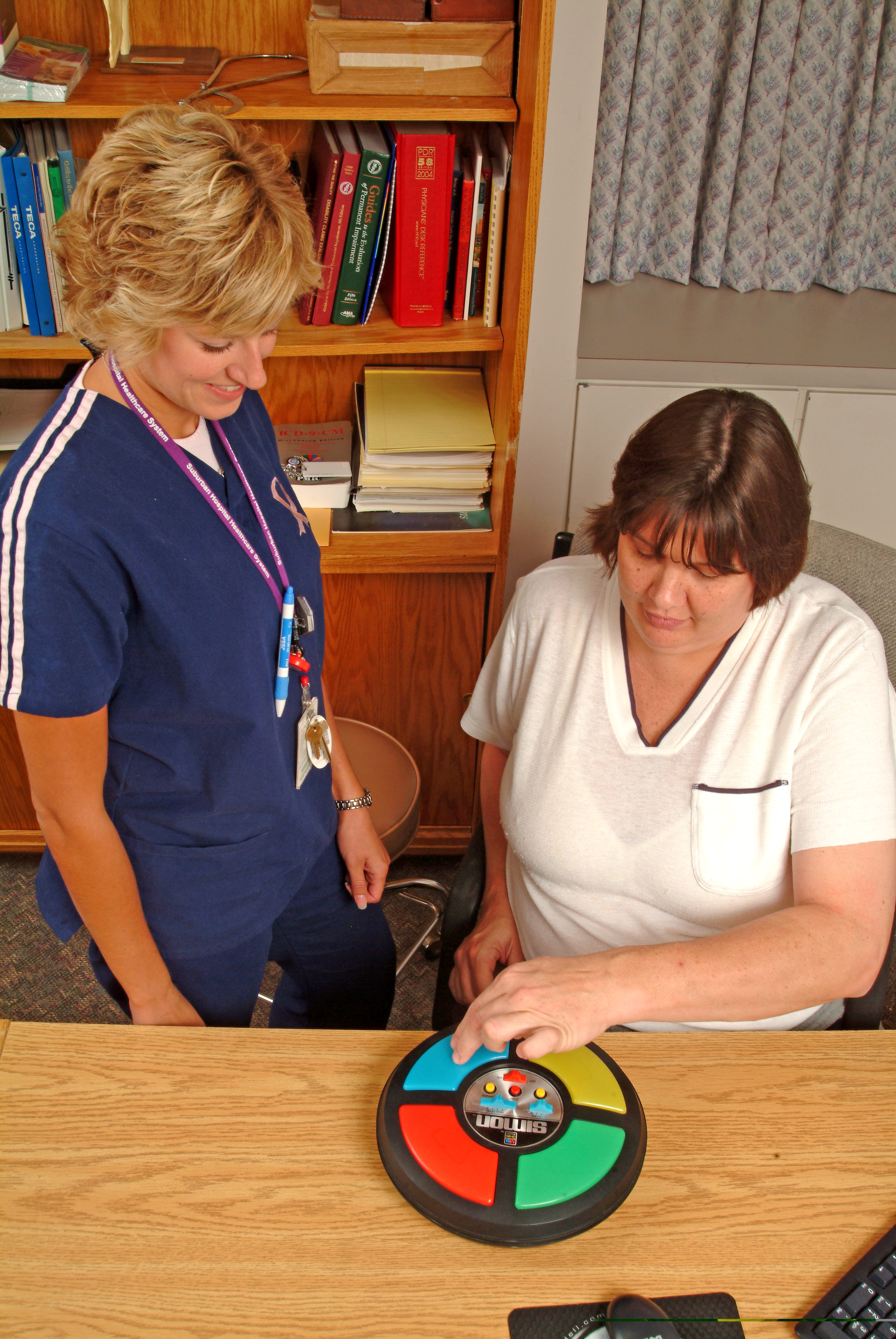
بیمار در حال بازی سایمون در یک جلسه تفریح‌درمانی